# اريك ديفيس (لاعب كرة قاعدة)
اريك ديفيس (بالإنجليزية: Eric Davis)‏ هو لاعب كرة قاعدة أمريكي، ولد في 29 مايو 1962 في لوس أنجلوس في الولايات المتحدة.

## وصلات خارجية
- اريك ديفيس على موقع دوري كرة القاعدة الرئيسي (الإنجليزية)
- اريك ديفيس على موقعبيزبول رفرنس.كوم (الدوري الرئيسي) (الإنجليزية)
- اريك ديفيس على موقعبيزبول رفرنس.كوم (الدوري الثانوي) (الإنجليزية)
- اريك ديفيس على موقع مشجعي الرسوم البيانية (الإنجليزية)
- اريك ديفيس على موقع إن إن دي بي (الإنجليزية)